# Afrikanska mästerskapen i fäktning 2012
Afrikanska mästerskapen i fäktning 2012 arrangerades mellan den 20 och 25 april 2012 i Casablanca i Marocko. Det var den 12:e upplagan av afrikanska mästerskapen i fäktning.

## Medaljörer

### Herrar
| Gren                  | Guld                                                                       | Silver                                                                            | Brons                                                                     |
| Värja, individuellt   | Ayman Alaa El-Din                                                          | Ahmed El-Saghir                                                                   | Ahmed Nabil                                                               |
| Värja, individuellt   | Ayman Alaa El-Din                                                          | Ahmed El-Saghir                                                                   | Alexandre Bouzaid                                                         |
| Värja, lag            | Egypten Ahmed El-Saghir Ayman Alaa El-Din Ahmed Nabil Muhannad Saif El-Din | Senegal Alexandre Bouzaid Cheikh Omar Diallo Ibrahima N'Diaye Seckou Tounkara     | Marocko Lahoussine Ali Abdel-Karim El Haouari Marouane Khalil Aissam Rami |
| Florett, individuellt | Alaaeldin Abouelkassem                                                     | Tarek Fouad                                                                       | Lahoussine Ali                                                            |
| Florett, individuellt | Alaaeldin Abouelkassem                                                     | Tarek Fouad                                                                       | Sherif Farrag                                                             |
| Florett, lag          | Egypten Alaaeldin Abouelkassem Tarek Fouad Sherif Farrag                   | Tunisien Heythem Bessaoud Yassine Chammakhi Mohamed Ayoub Ferjani Mohamed Samandi | Senegal Cheikh Omar Diallo Babacar Kadam Ibrahima N'Diaye Mouhamadou Sall |
| Sabel, individuellt   | Mannad Ghazi                                                               | Mamadou Keïta                                                                     | Souhaib Sakrani                                                           |
| Sabel, individuellt   | Mannad Ghazi                                                               | Mamadou Keïta                                                                     | Iheb Ben Chaabene                                                         |
| Sabel, lag            | Tunisien Amine Akkari Iheb Ben Chaabene Souhaib Sakrani Hichem Samandi     | Egypten Ahmed Abdelmoneim Tamim Ghazy Mannad Ghazi                                | Senegal Amadou Moustapha Diagne Mamadou Keïta Ibrahima Keïta              |

### Damer
| Gren                  | Guld                                                                 | Silver                                                                | Brons                                                                       |
| Värja, individuellt   | Sarra Besbes                                                         | Ayah Mahdy                                                            | Juliana Barrett                                                             |
| Värja, individuellt   | Sarra Besbes                                                         | Ayah Mahdy                                                            | Inès Boubakri                                                               |
| Värja, lag            | Tunisien Dorra Ben Jaballah Sarra Besbes Inès Boubakri Maya Mansouri | Sydafrika Daniella Klonarides Demi-Lee Schultz Giselle Vicatos        | Egypten Nada Ashraf Mona Abdulaziz Ayah Mahdy                               |
| Florett, individuellt | Inès Boubakri                                                        | Iman Shaban                                                           | Eman El-Gammal                                                              |
| Florett, individuellt | Inès Boubakri                                                        | Iman Shaban                                                           | Shaimaa El-Gammal                                                           |
| Florett, lag          | Tunisien Sarra Besbes Inès Boubakri Haïfa Jabri Jouda Louhichi       | Egypten Eman El-Gammal Shaimaa El-Gammal Rana El-Husseiny Iman Shaban | Algeriet Feriel Adjabi Narimene El-Houari Anissa Khelfaoui Louiza Khelfaoui |
| Sabel, individuellt   | Azza Besbes                                                          | Amira Ben Chaabane                                                    | Mennatalla Ahmed Yasser                                                     |
| Sabel, individuellt   | Azza Besbes                                                          | Amira Ben Chaabane                                                    | Héla Besbes                                                                 |
| Sabel, lag            | Tunisien Amira Ben Chaabane Azza Besbes Héla Besbes Yosra Ghrairi    | Egypten Mennatalla Ahmed Yasser Salma Zain Sara Nasr                  | Senegal Adja Yacine Sarr Ndèye Saly Yansané                                 |

## Medaljtabell
*   Värdland ( Marocko)
| Nr                  | Nation              | Guld | Silver | Brons | Totalt |
| ------------------- | ------------------- | ---- | ------ | ----- | ------ |
| 1                   | Tunisien            | 7    | 2      | 4     | 13     |
| 2                   | Egypten             | 5    | 7      | 6     | 18     |
| 3                   | Senegal             | 0    | 2      | 4     | 6      |
| 4                   | Sydafrika           | 0    | 1      | 1     | 2      |
| 5                   | Marocko*            | 0    | 0      | 2     | 2      |
| 6                   | Algeriet            | 0    | 0      | 1     | 1      |
| Totalt (6 nationer) | Totalt (6 nationer) | 12   | 12     | 18    | 42     |